# Hotel Yris

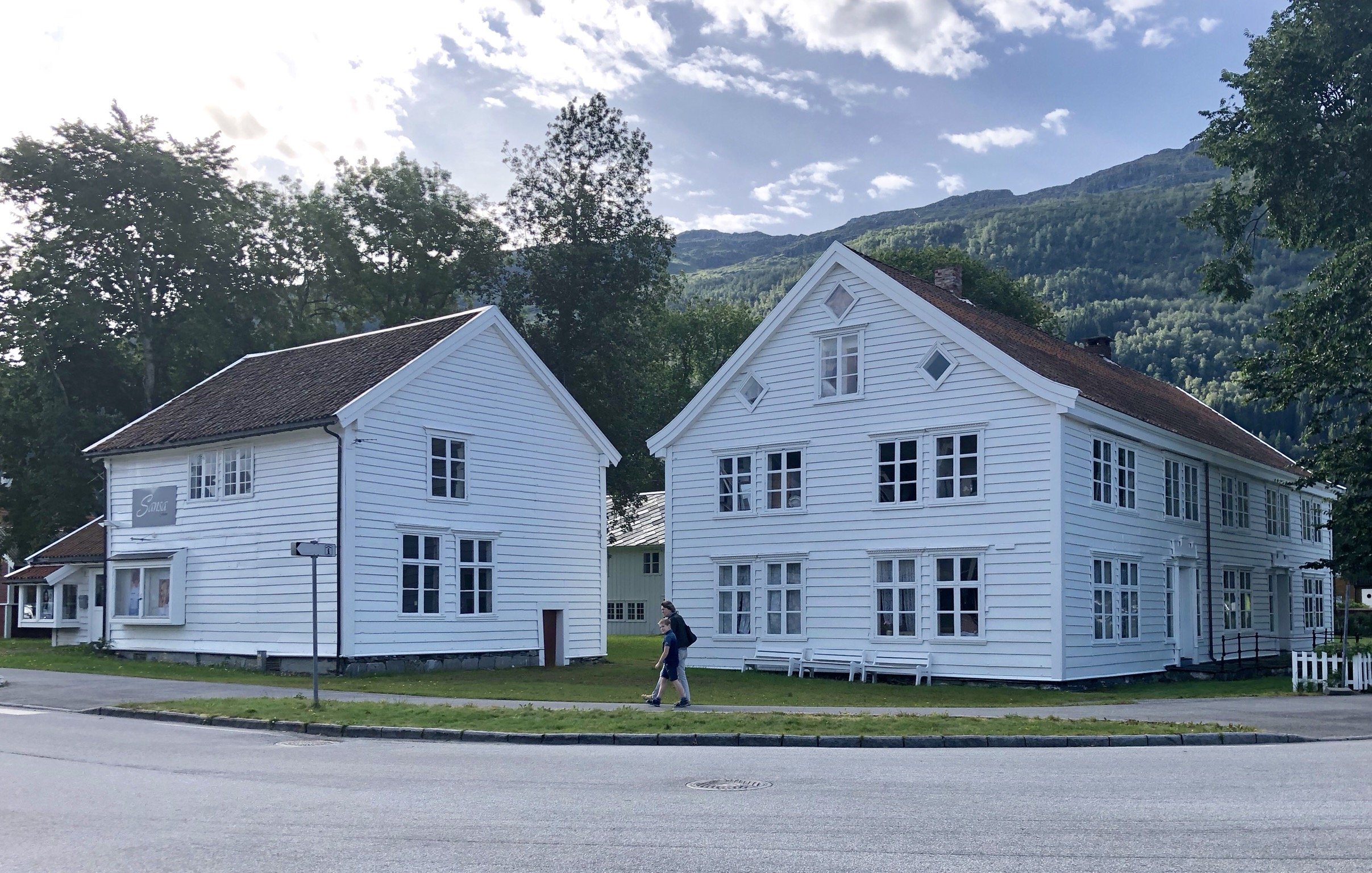
Hotel Yris, Blick von Norden, 2019

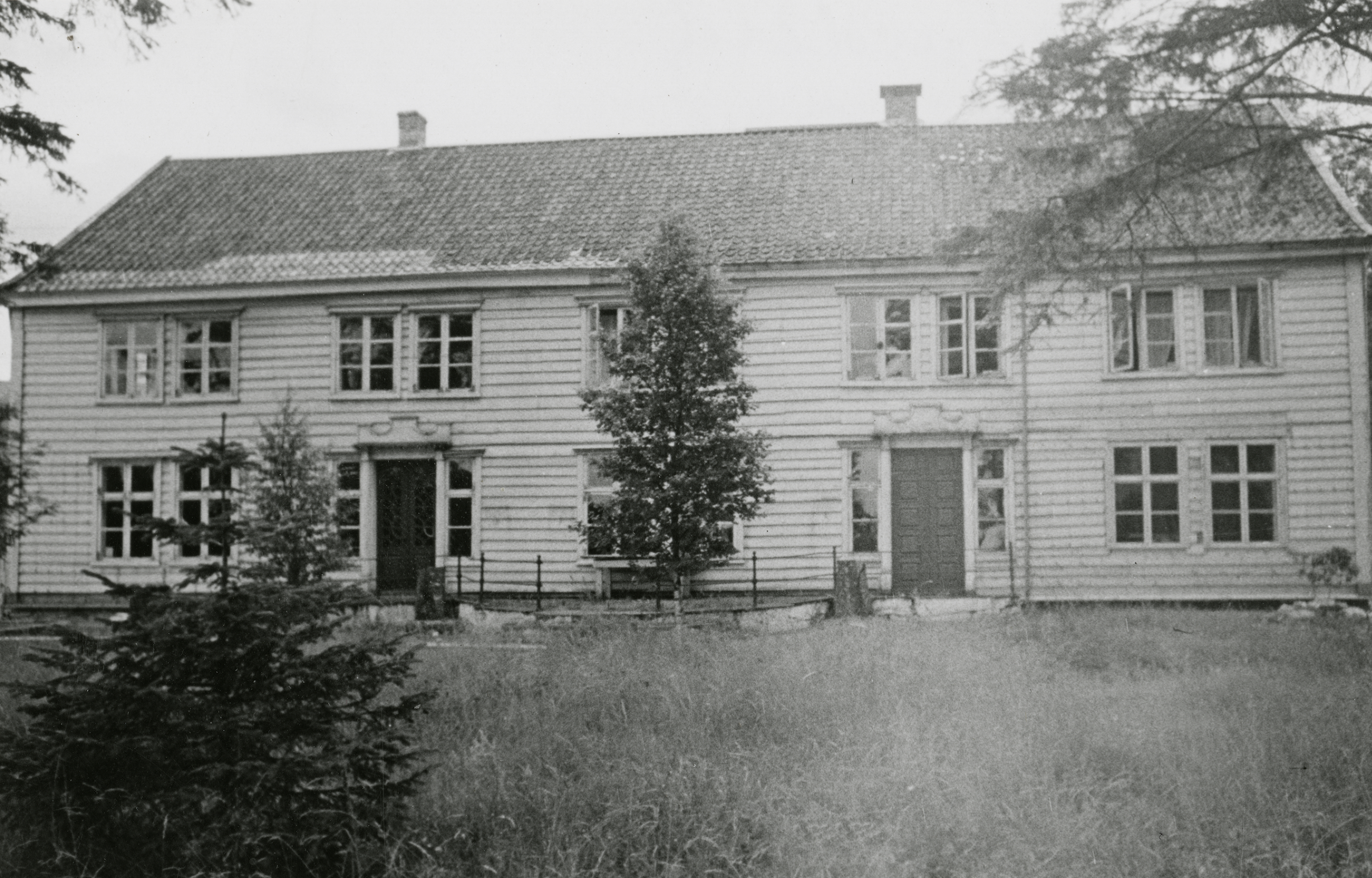
Blick von Westen, 1941

Das Hotel Yris (norwegisch Yris hotell) ist ein denkmalgeschütztes ehemaliges Hotel in Nordfjordeid, in der norwegischen Kommune Stad.
Es befindet sich im südlichen Teil des Ortszentrums, südöstlich der Kreuzung von Rådhusvegen, Eidsgata und Almenningen an der Adresse Rådhusvegen 2.

## Architektur und Geschichte
Das zweigeschossige Holzhaus entstand im Jahr 1790 auf dem Hof Gjerde mit einer Grundfläche von 25 mal 11 Metern. Östlich des Hauptgebäudes stehen in Hufeisenform um einen Hof gruppiert nördlich und südlich zwei weitere Gebäude. Im Jahr 1909 erwarb Vilhelm Yri (1846–1917) das Anwesen. Er betrieb zuvor ein Hotel in Olden, das er jedoch an seine Söhne übergeben hatte. Er führte bis zu seinem Tode im Jahr 1917 das Haus als Hotel Yris. 1940 übernahm sein Enkel Wilhelm Yri das Haus. Große Teile des zum Hof gehörenden Gartengrundstücks wurden veräußert. In den 1970er Jahren endete die Nutzung als Hotel. Eine Zeitlang bestand noch ein Restaurantbetrieb. In den 2010er Jahren erfolgte eine Restaurierung des Hauses.
Seit dem 6. Juni 1923 steht das Haupthaus, seit dem 10. Februar 2014 auch ein Nebengebäude unter Denkmalschutz. Außerdem gehört es zum Denkmalbereich Eidsgata og Tverrgata.